# Olimpíada (pintora)
Olimpíada (grec antic: Ὀλυμπιάς) va ser una pintora de l'antiga Grècia, considerada una de les sis dones artistes de l'antiguitat segons Plini el Vell, juntament amb les pintores Calipso, Aristarete, Irene, Màrcia Severa i Timareta.
L'únic que se'n coneix és que hauria tingut un deixeble anomenat Autobul. A diferència de les altres artistes esmentades per Plini el Vell a la seva Naturalis Historia, la breu descripció de l'escriptor i naturalista romà no permet saber en quin període històric va viure ni tampoc qui va ser el seu pare.